# 大阪医療大学

## 概観
2026年4月に開学予定の新設大学。学校法人塚本学院により運営されている大阪芸術大学の系列校になる。大阪芸術大学短期大学部で使用していたキャンパスを利用している。
医療看護学部　理学療法学科、看護学科の1学部2学科で構成されている。

## 学部・学科
医療看護学部
- 理学療法学科
- 看護学科

## 取得可能資格
- 理学療法士国家試験受験資格
- 看護師国家試験受験資格

## 所在地
〒546-0023 大阪市東住吉区矢田2-14-19 

## 交通
天王寺から10分
近鉄南大阪線矢田駅下車（徒歩5分）  

## 系列校
- 大阪芸術大学
- 大阪芸術大学短期大学部
- 大阪芸術大学附属大阪美術専門学校

| サブスタブ | この項目は、まだ閲覧者の調べものの参照としては役立たない、書きかけの項目です。この項目を加筆・訂正などしてくださる協力者を求めています。このテンプレートは分野別のサブスタブテンプレートやスタブテンプレート（Wikipedia:分野別のスタブテンプレート参照）に変更することが望まれています。 |